# Michel Vaillant (Film)
Michel Vaillant ist ein französischer Realfilm aus dem Jahr 2003. Er beruht auf der gleichnamigen Comicserie von Philippe und Jean Graton. Neben der filmischen Umsetzung wurde das Drehbuch auch in Comic-Form umgesetzt. Diese Umsetzung erschien als Band 67 der Albumreihe, ist aber mit den regulären Comic-Bänden nicht kompatibel, da man sich bei der Erstellung des Drehbuchs weitgehende Freiheiten genommen und z. B. Figurenkonstellationen verändert hatte.

## Handlung
Der französische Rennfahrer Michel Vaillant startet für den familieneigenen Rennstall der Vaillant-Werke. Während einer Rallye in Italien verunglückt sein Mannschaftskollege David Dougherty durch einen von Bob Cramer verursachten Unfall tödlich. Bei der Beerdigung bietet der Chef, Jean-Pierre Vaillant, der Freundin Doughertys, Julie Wood, seine Unterstützung an. Einige Tage später bittet Julie Wood, die selbst eine Rennfahrerlizenz besitzt, Jean-Pierre Vaillant, den Platz ihres Freundes beim 24-Stunden-Rennen von Le Mans einnehmen zu dürfen. Mit Unterstützung von Michel Vaillant wird sie neben der Belgierin Gabriele Spangenberg die zweite Frau im Rennstall von Vaillant.
Bei einer Pressekonferenz im Vorfeld des Rennens kündigt der rivalisierende Rennstall Leader, unter der Führung von Ruth Wong, der Tochter des Gründers, seine Teilnahme am 24-Stunden-Rennen an. Wong erklärt Michel Vaillant, er bekomme Schwierigkeiten, sollte er an den Start gehen. Um zu zeigen wie ernst es ihr ist, sabotiert sie den Lkw, mit dem Vaillants Rennwagen transportiert werden.
Als der Vaillant Rennstall trotzdem zum Rennen antritt, lässt Ruth Wong den Seniorchef, Henri Vaillant, entführen. Michel Vaillant bittet Wood, in seinem Rennanzug die nächsten Runden zu fahren, so dass er Zeit gewinnt, seinen Vater zu suchen. Über ein Navigationssystem kann Vaillant herausfinden, wo sein Vater versteckt wird, wird jedoch von Wongs Mitarbeitern entdeckt. Als Cramer, durch einen Vogelschlag verletzt, pausieren muss, zwingt Wong Michel Vaillant in die Rolle von Cramer zu schlüpfen.
Zwischenzeitlich erfährt Julie Wood, dass Cramer den Tod ihres Freundes verschuldet hat und rammt das Leader-Fahrzeug von der Strecke – im Glauben, der Fahrer wäre Cramer. Der Vaillant-Rennwagen geht durch den Unfall in Flammen auf. Vaillant kann Wood aus dem Auto retten. Zusammen mit Warson fahren sie zu dem Bauernhof, in dem der Seniorchef festgehalten wird.
Währenddessen fährt Gabriele Spangenberg den verblieben Vaillant-Wagen weiter nach vorne. Da Warson bei der Befreiung verletzt wurde, kann dieser nicht den geplanten Fahrerwechsel durchführen. Deshalb übernimmt Michel Vaillant – als Warson verkleidet – die letzten Runden. Da jedoch einer der Reifen unbemerkt vom Leader-Rennstall sabotiert wurde und in der letzten Runde platzt, scheint der Sieg nicht mehr möglich zu sein. Der in Führung liegende Leader erleidet derweil auf der Zielgeraden einen Motorschaden. Der Fahrer versucht zwar, den defekten Wagen über die Ziellinie zu schieben, wird dabei aber vom gezwungenermaßen sehr langsam fahrenden Michel Vaillant eingeholt, so dass dieser das Rennen doch noch denkbar knapp gewinnen kann.

## Kritik
„Verfilmung einer Episode des langlebigen französischen Comics, die das Renngeschehen mit Rasanz, aber auch einer gehörigen Portion von (Boxenluder-)Klischees abbildet. Originelle Ideen werden spektakulären Geschwindigkeitsräuschen geopfert.“

## Hintergründe
Einige Szenen wurden 2002 während des 24-Stunden-Rennens von Le Mans gedreht. Dazu wurden zwei zusätzliche Boxen gebaut und zwei Wagen des französischen DAMS-Rennstall eingesetzt: Einen in Vaillant Farben gehaltenen Lola und einen schwarz-roten Panoz für den Leader-Rennstall. Um den Auflagen der ACO nachzukommen, wurden professionelle Rennfahrer eingesetzt.
Das Vaillant Rallye Auto war ein Peugeot 206.